# Schielo
Schielo est un quartier de la ville allemande  de Harzgerode, dans l'arrondissement de Harz en Saxe-Anhalt.